# Cnestis mannii
Cnestis mannii är en tvåhjärtbladig växtart som först beskrevs av Bak., och fick sitt nu gällande namn av Schellenb.. Cnestis mannii ingår i släktet Cnestis och familjen Connaraceae. Inga underarter finns listade i Catalogue of Life.